# Мухаммад I аль-Галіб
Абу Абдаллах Мухаммад I ібн Юсуф ібн Наср (араб. أبو عبد الله محمد بن يوسف بن نصر; нар. 1195 — 22 січня 1273) — засновник Гранадського емірату, панував в 1238—1273 роках. Мав почесне прізвисько Аль-Галіб біллах (Переможець з Благодаті Божої). Відомий як Ібн аль-Ахмар.

## Життєпис
Походив з роду Бану Ахмар. гілки роду Бану Наср. Син Юсуфа ібн Насра, дрібного феодала. Народився 1195 року у місті Архона. Замолоду став відомий завдяки аскетичному способу життя та звитягам у прикордонних сутичках з християнами.
З 1224 року починається ослаблення влади Альмохадів на Піренейському півострові, чим вирішив скористатися Ібн Худ. Спочатку мухаммад був одним з його військовиків. У 1231 року у запеклій битві біля Хересу Ібн Худ зазнав важкої поразки від кастильського війська, що послабило позиції мусульман в Аль-Андалусі. Цим вирішив скористатися Мухаммад ібн Наср, який повстав в своєму рідному містечку Архоні. Він оголосив проти утворення незалежного емірату. Невдовзі Мухаммад I захопив Хаєн. Слідом за цим на нетривалий час зайняв Кордову, в чому Мухаммаду допоміг клас Бану Мавл, а 1234 року ха підтримку роду аль-Баджі вдалося захопити Севілью. Але вже через кілька місяців Кордова і Севілья перейшли на бік Ібн Худа. За цих обставин Мухаммад I визнав зверхність останнього, але залишив під своєю владою міста Архону, Хаєн, Поркун, Гуадікс і Баез.
У 1236 році перейшов на бік Фернандо III, короля Кастилії і Леону, чим послабив становище Ібн Худа. В результаті кастильци зуміли раптовим ударом захопити Кордову. У травні 1237 року сам Мухаммад I захопив Гранаду, куди переніс свою резиденцію. У 1238 році скористався загибеллю Ібн Худа, внаслідок чого захопив Альмерію, перемігши місцевого правителя Ібн Рамімі. Того ж року в гранадському району Аль-Хамра заклав нову резиденцію, розпочавши зведення комплексу Альгамбра. 1239 року Малага перейшла на бік Мухаммада I. Останній призначив намісником Малаги свого брата Ісмаїла.
Протягом першої половини 1240-х років значно зміцнив свою державу, що стала сталим утворенням. Втім з 1243 року відновлюється наступ Кастилі-леона на мусульманські держави. Особливе занепокоєння Мухаммада I викликало підкорення Мурсійської тайфи. У 1244 році почався відкритий конфлікт з Кастилією, війська якої захопили Архону. У 1245 році кастильське військо захопило Картахену. 1246 році було втрачено Хаєн. В обмін на мир Мухаммад I погодився платити Фернандо III щорічну данину 150 тис. мараведі. У 1248 році Мухаммад I відправив допоміжні війська кастильському королю, що рушив проти Севільї — останнього значного міста Альмохадів.
Спочатку зберігав мирні стосунки з новим кастильським королем Альфонсо X. У 1254 році прибув до Толедо, де на засіданні кортесів підтвердив попередню угоду, якому визнав зверхність Кастилії. Мир на Піренеях дозволив еміру розвивати господарство своєї держави та водночас зміцнювати міста. Було встановлено вигідні торгівельні відносини з Арагоном, італійськими державами.
З 1260 року поновилася напруженість між Кастилією та Гранадою, оскільки король першої підкорив усі мусульманські міста та держави навколо емірату. У 1262 році кастильцями було захоплено тайфу Ньєбла, що захищала Гранадський емірат з північного заходу. Того ж року Альфонсо X під час зустрічі в Хаєні висунув вимогу Мухаммаду I передати міста Альхесірас і Таріфа. Це були важливі міста, що поєднували емірат з Магрибом. Мухаммад I став тягнути час в надії на збереження цих міст-портів. Водночас почав перемовини про спільні дії з Абу Юсуф Якубом, султаном Марокко.
У 1264 році Мухаммад I з загоном вирушив до кастильського двору в Севільї, щоб обговорити продовження угоди 1246 року. Протягом ночі кастильці заблокували та забарикадували цей район. Емір Гранади сприйняв це як пастку, наказав вирватися і повернувся до Гранади. Невдовзі оголосив себе васалом Мухаммада I, халіфа держави Хафсидів. Слідом за цим емір Гранади підтримав Третя повстання мудехарів проти Кастилії. Доволі швидко було захоплено міста Мурсія, Херес, Утрера, Лебрія, Аркос і Медіна Сидонія. Але вже у 1265 війська Арагону і Кастилії почали свій наступ. Арагонське військо вдерлося до Мурсійської тайфи, а кастильське підійшло до Гранади. У 1266 році мудехари і Мухаммад I зазнали цілковитої поразки. Внаслідок цього було ліквідовано Мурсійську тайфу, а емір Гранади погодився на збільшення данини — до 250 тис. мараведі. Також Гранадський емірат залишився єдиною мусульманською державою на Піренейському півострові. Мусульмани з підкорених арагонцями і кастильцями міст перебралися до Гранадського емірату, значно зміцнивши його.
Разом з тим поразкою еміра Гранади вирішив скористатися його небіж Абу Мухаммад з клану Ашкілула. Він з 1257 року був валі (намісником) Малаги. За підтримки Кастилії війн оголосив себе незалежним еміром. До Малаги прибуло 1 тис. кастильців на чолі з Нуно Гонсалесом де Ларою. Внаслідок цього Мухаммад I уклав нову угоду з Кастилією, за якою відмовився від прав на Мурсію та Херес, натомість кастильський загін залишив Малагу. Разом з тим Абу Мухаммад залишався фактичним правителем Малаги.

Гранадський емірат на момент смерті Мухаммада I

У 1272 році Мухаммад I спонукав Нуно Гонсалеса де Лару повстати проти Альфонсо X, а сам вирішив підкорити Малагу. Розпочалися перемовини з Абу Мухаммадом щодо визнання влади еміра Гранади. під час цього 1273 року Мухаммад I помер внаслідок нещасного випадку (падіння з коня). Йому спадкував син Мухаммад II аль-Факіх.